# Allantodia leptophylla
Allantodia leptophylla là một loài thực vật có mạch trong họ Woodsiaceae. Loài này được (Baker ex C. Chr.) Ching miêu tả khoa học đầu tiên năm 1964.